# 漫湖

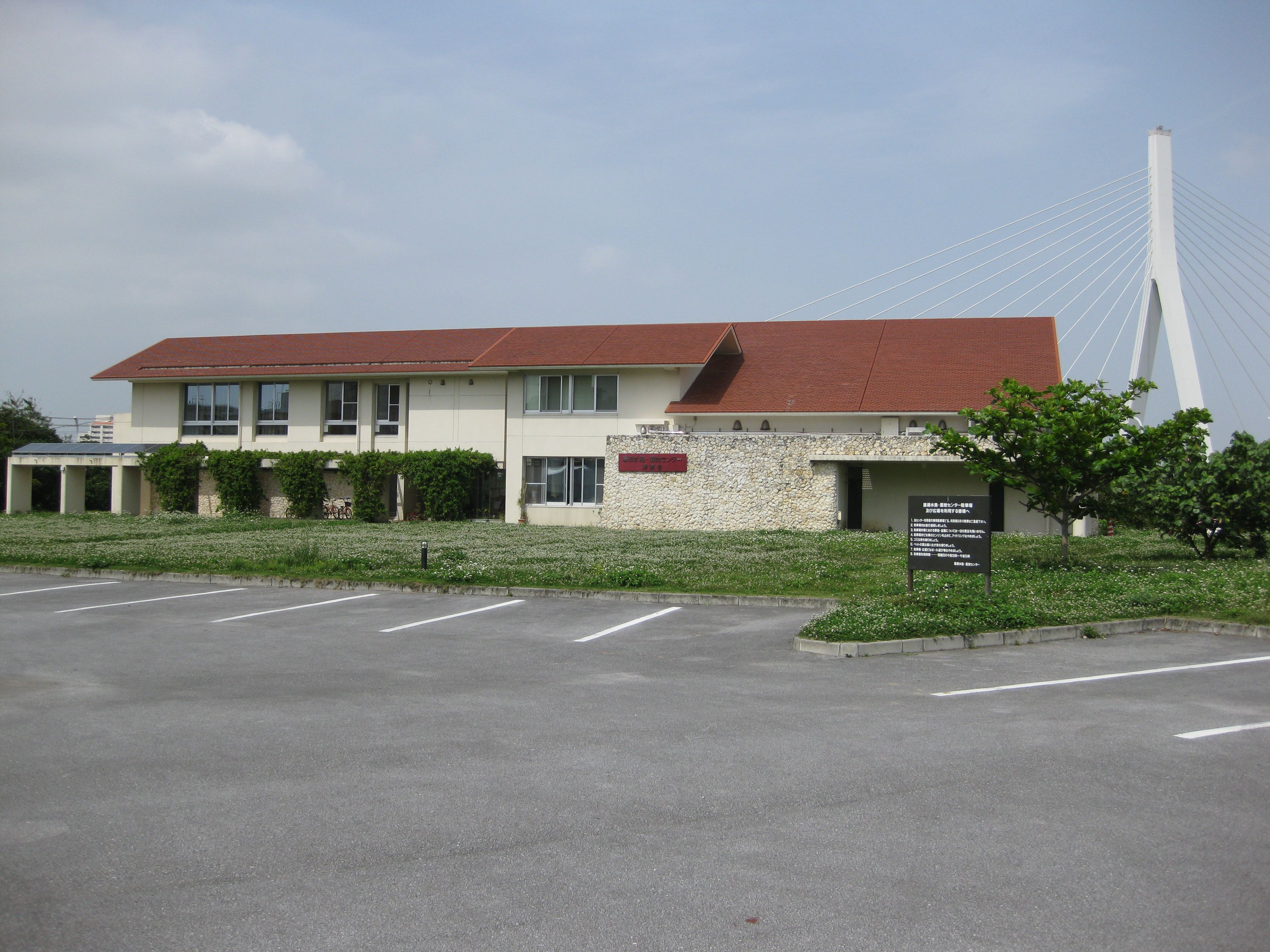
漫湖水鳥濕地中心

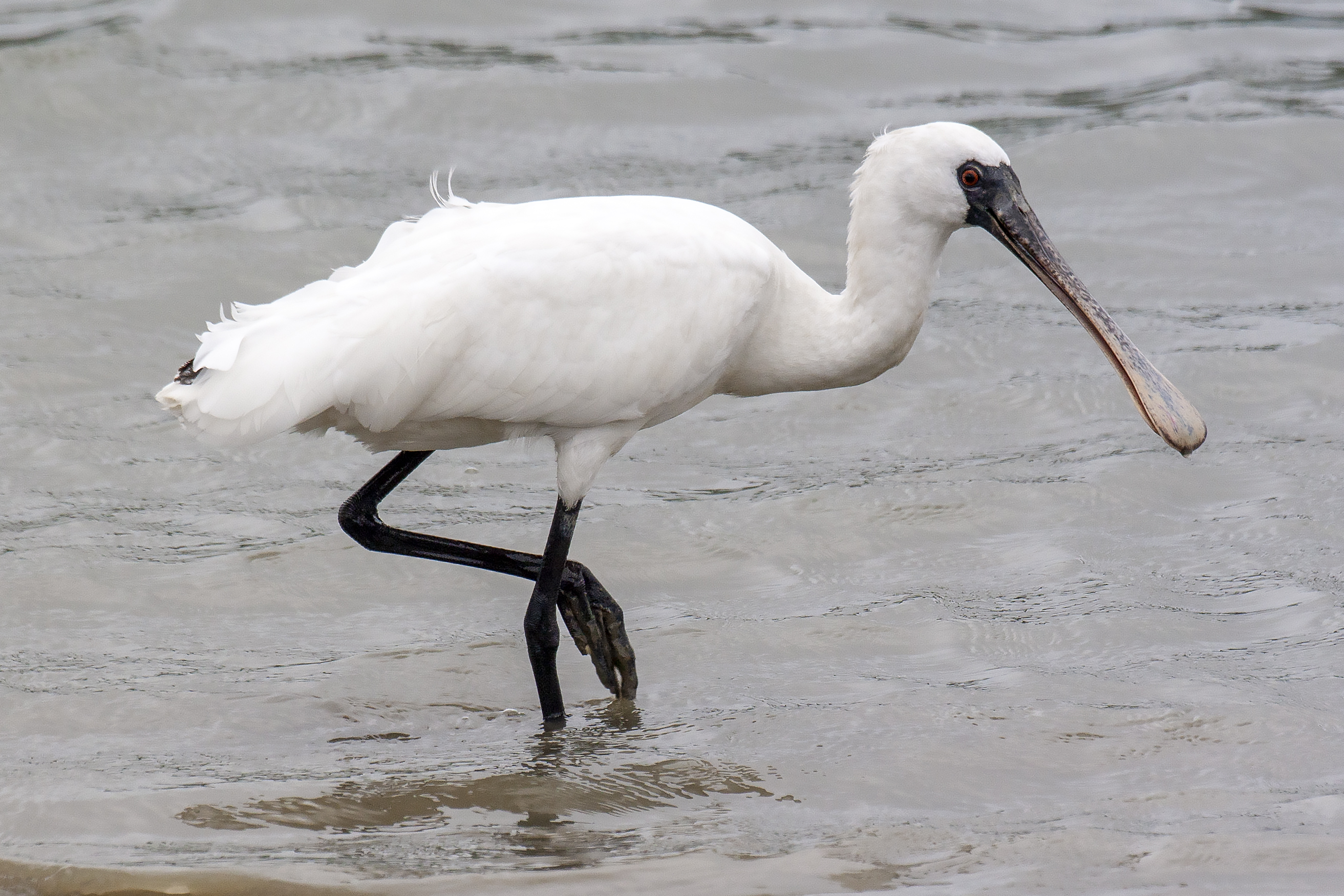
栖息在漫湖的黑脸琵鹭幼鳥

漫湖（日语：／ Man ko）是橫跨沖繩縣那霸市與豐見城市的灘塗。登錄於濕地公約和日本最重要濕地500。附近有漫湖公園。

## 概要
漫湖位于那霸市区南部，或豐見城市区最北部，是囯場川下游與饒波川交匯處，靠近那霸港。
來訪沖繩縣的游客從那霸機場前往那霸市區的途中（国道58號明治橋或沖繩都市單軌電車線的奥武山公園站 - 壺川站間）跨過這處河口時，可以在右側看到漫湖。
雖然寫作「漫‘湖’」，但其并不是湖而是灘塗。
琉球王國時期這裏是聯通大海的水體，被稱爲「大湖」（日语：／）。1600年代半到訪琉球的中国冊封使感慨於水面漫漫的優美風景，賜名「漫湖」。1960年代開始受填海影響逐渐变成滩涂。

## 自然

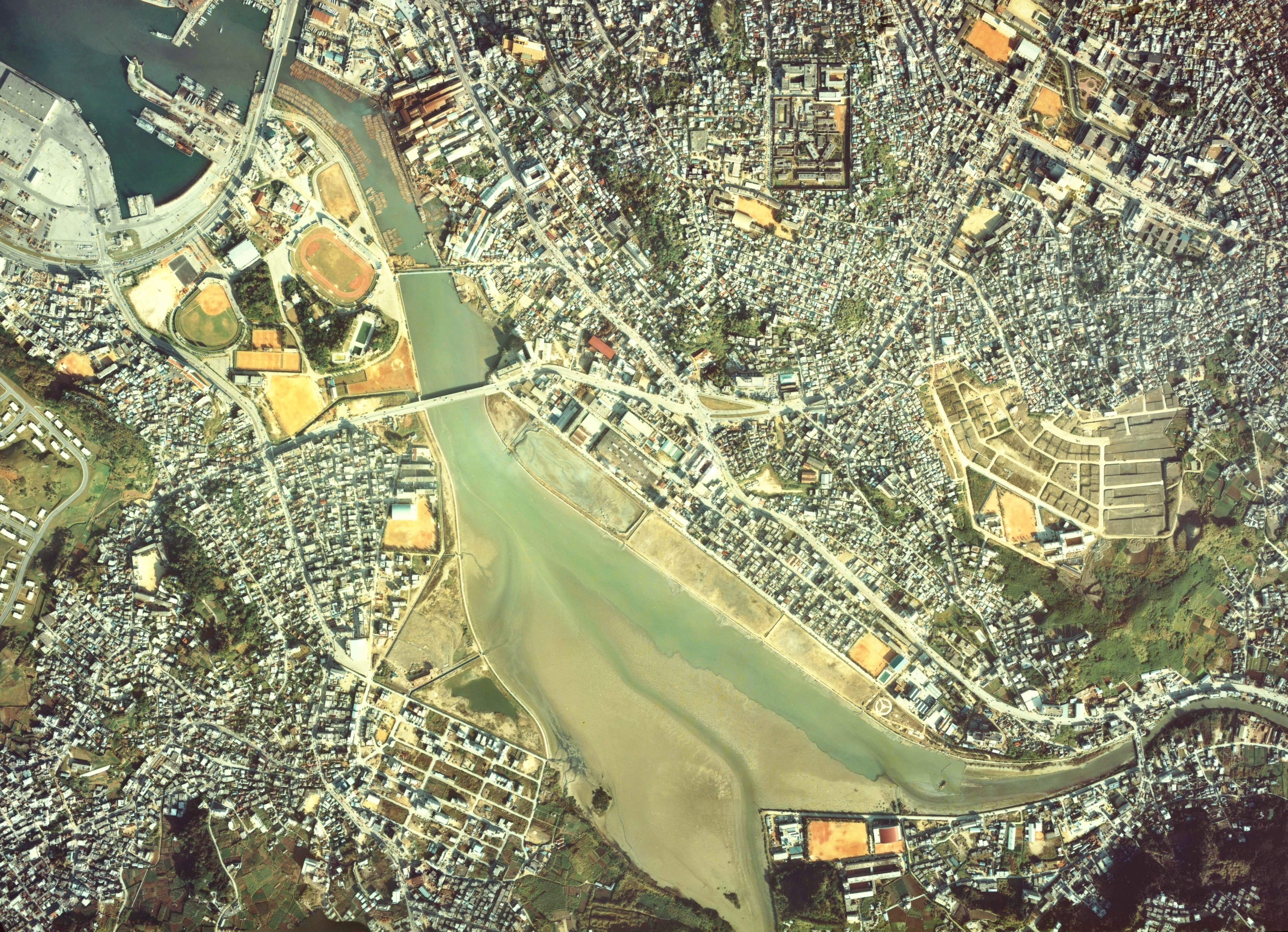
漫湖周圍的航空影像。由1977年拍攝的2張照片合成。

漫湖是與海面幾乎相同高度的汽水水域。自1960年代起通過栽植水笔仔（紅樹林植物）等樹木，逐漸開始變成陸地。成爲鹬、鸻等候鳥的遷徙中繼地，并生活著101種鳥類。1977年（昭和52年）11月1日成爲日本國家指定漫湖鳥獸保護區（面積174公頃，其中特別保護地區58公頃）。此外，於1999年（平成11年）5月登錄濕地公約。在冬季，有10只左右世界罕見的候鳥黑脸琵鹭栖息於此，同時还栖息著桃色鷺貝和沖蜆等貴重的貝類。漫湖存在着生活排水流入導致的水質惡化與泥沙堆積等問題。西南湖岸上有漫湖水鳥濕地中心，其中有可以近距離觀察濕地生物的走廊。
1990年代，市民志願者們在濕地種植了大片紅樹林，之後，由於紅樹林發達的根系覆蓋滿了濕地導致濕地區域大幅減少、變成陸地，因此相關部門進行了移除紅樹林恢復濕地原貌的行動，但實驗結果表明只是移除紅樹林的話并不能讓陸地變回到濕地和灘塗。

## 轶事
漫湖在日语中的发音“manko”与日语中表示女性器的俗语“屄（manko）”的发音相同，时常引发注目和争议。

## 參考文獻

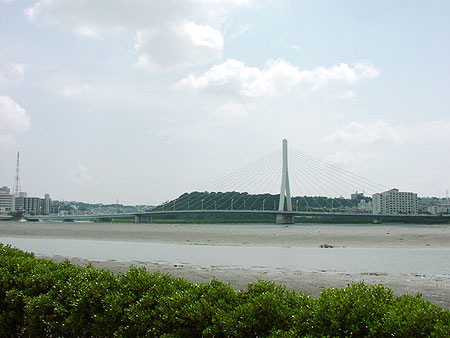
漫湖上的豐見大橋

## 外部鏈接
- 漫湖水鳥・湿地センター （页面存档备份，存于） - 環境省
- 漫湖自然環境保全連絡協議会 - ウェイバックマシン（2001年4月17日アーカイブ分）[] - 特定非営利活動法人